# تورتلونی
تورتلونی نوعی پاستای شکم پر است که در شمال ایتالیا رایج است و شکلی مشابه تورتلینی دارد، اما بزرگ‌تر و با پر کردن بر پایه پنیر تهیه می‌شود. این ماکارونی به‌طور سنتی با ریکوتا، پارمزان، سبزیجات برگ‌دار یا سبزی‌هایی مانند جعفری یا اسفناج، تخم‌مرغ و جوز هندی پر می‌شود.
زمانی که به‌طور سنتی با ریکوتا و سبزیجات تهیه می‌شود، پس از جوشاندن معمولاً با کره ذوب شده و برگ‌های مریم‌گلی سرخ می‌شود و با پنیر پارمزان رنده شده پوشانده می‌شود.
به عنوان یکی از معدود غذاهای پاستا است که در شمال ایتالیا که بدون گوشت تهیه می‌شود، این غذا یک خوراک سنتی برای شب کریسمس است.